# 克诺普-拉巴赫
克诺普-拉巴赫是德国莱茵兰-普法尔茨州的一个市镇。总面积5.95平方公里，总人口447人，其中男性231人，女性216人（2011年12月31日），人口密度75人/平方公里。